# Pakistan i olympiska sommarspelen 2008
Pakistan deltog i de olympiska sommarspelen 2008 som ägde rum i Peking i Kina.

## Friidrott
- Huvudartikel: Friidrott vid olympiska sommarspelen 2008

Förkortningar
- Notera – Placeringar gäller endast den tävlandes eget heat
- Q = Kvalificerade sig till nästa omgång via placering
- q = Kvalificerade sig på tid eller, i fältgrenarna, på placering utan att ha nått kvalgränsen
- NR = Nationellt rekord
- N/A = Omgången inte möjlig i grenen
- Bye = Idrottaren behövde inte delta i omgången

Herrar
Bana och väg
| Idrottare    | Gren       | Heat     | Heat      | Kvartsfinal      | Kvartsfinal      | Semifinal        | Semifinal        | Final            | Final            |
| Idrottare    | Gren       | Resultat | Placering | Resultat         | Placering        | Resultat         | Placering        | Resultat         | Placering        |
| ------------ | ---------- | -------- | --------- | ---------------- | ---------------- | ---------------- | ---------------- | ---------------- | ---------------- |
| Abdul Rashid | 110 m häck | 14.52    | 8         | Gick inte vidare | Gick inte vidare | Gick inte vidare | Gick inte vidare | Gick inte vidare | Gick inte vidare |

Damer
Bana och väg
| Idrottare      | Event      | Heat     | Heat      | Kvartsfinal      | Kvartsfinal      | Semifinal        | Semifinal        | Final            | Final            |
| Idrottare      | Event      | Resultat | Placering | Resultat         | Placering        | Resultat         | Placering        | Resultat         | Placering        |
| -------------- | ---------- | -------- | --------- | ---------------- | ---------------- | ---------------- | ---------------- | ---------------- | ---------------- |
| Sadaf Siddiqui | 100 m häck | 12.41    | 7         | Gick inte vidare | Gick inte vidare | Gick inte vidare | Gick inte vidare | Gick inte vidare | Gick inte vidare |

## Landhockey

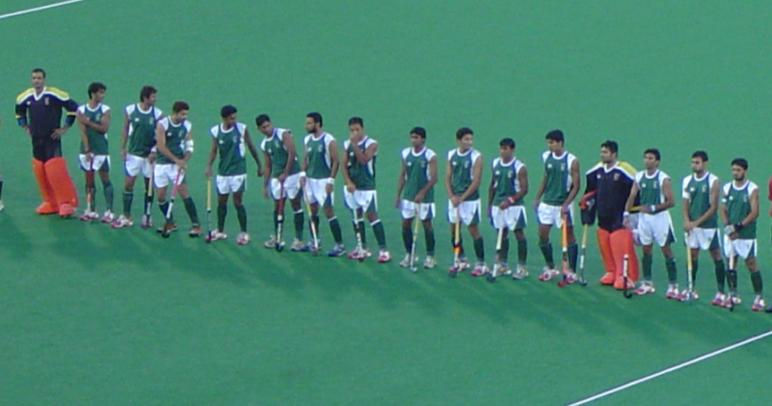
Pakistans lag innan matchen mot Australien. Från vänster: S. Akbar, Bilgrami, Saqlain, Warsi, Zubair, Imran, Abbasi, Rana, Rasool, W. Akbar, Javed, Waqas, Ahmed, Maqsood, Butt, Ashraf.

Herrar
Coach: Naveed Alam
| 1. Salman Akbar (GK) 2. Zeeshan Ashraf (c) 3. Muhammad Imran 4. Muhammad Javed 5. Muhammad Saqlain 6. Adnan Maqsood 7. Muhammad Waqas 8. Waqas Akbar | 1. Shakeel Abbasi 2. Rehan Butt 3. Syed Abbas Haider Bilgrami 4. Nasir Ahmed (GK) 5. Syed Imrab Ali Warsi 6. Muhammad Asif Rana 7. Muhammad Zubair 8. Shafqat Rasool |  |

Reserver:
- Muhammad Ateeq
- Shabbir Ahmed Khan

Gruppspel
|                | Pld | W | D | L | GF | GA | GD  | Pts |
| -------------- | --- | - | - | - | -- | -- | --- | --- |
| Nederländerna  | 5   | 4 | 1 | 0 | 16 | 6  | +10 | 13  |
| Australien     | 5   | 3 | 2 | 0 | 24 | 7  | +17 | 11  |
| Storbritannien | 5   | 2 | 2 | 1 | 10 | 7  | +3  | 8   |
| Pakistan       | 5   | 2 | 0 | 3 | 11 | 13 | −2  | 6   |
| Kanada         | 5   | 1 | 1 | 3 | 10 | 17 | −7  | 4   |
| Sydafrika      | 5   | 0 | 0 | 5 | 4  | 25 | −21 | 0   |

## Simning
- Huvudartikel: Simning vid olympiska sommarspelen 2008

## Skytte
- Huvudartikel: Skytte vid olympiska sommarspelen 2008